# Бошко Ђуровски
Бошко Ђуровски (мкд. Бошко Ѓуровски; рођен 28. децембра, 1961. у Жилчу код Тетова) је бивши југословенски, македонски и српски фудбалер, а данашњи фудбалски тренер. Старији је брат Милка Ђуровског, и стриц Марија Ђуровског и Марка Ђуровског.

## Играчка каријера
Фудбалом је почео да се бави још као пионир у ФК Тетекс, одакле је као омладинац са непуних четрнаест година отишао у београдску Црвену звезду. За први тим Звезде дебитовао је 1978. године, са седамнаест година, где је остао пуних девет сезона, до 1989. године. За Црвену звезду је одиграо 509 утакмица и постигао 103 гола. Интернационалац је постао 1989. када је из Звезде прешао у швајцарски Сервет у којем је остао све до 1995. године где је завршио своју фудбалску каријеру. Са „Серветом“ је постао првак Швајцарске и као играч и као тренер.
За репрезентацију Југославије одиграо је 4 утакмице. У дресу омладинске репрезентације одиграо је 25 мечева, а у младој и олимпијској 20. Играо је и за репрезентацију Македоније - 8 утакмица и дао 3 гола. Носио је дрес селекције света 1989. на опроштају легендарног Зика.

## Тренерска каријера
Тренерским послом је почео да се бави у Швајцарској, као помоћни тренер у Сервету, а исти посао је затим обављао у Црвеној звезди од 2001. године. Самостално је водио Раднички Обреновац, Рад, Срем из Сремске Митровице, ПСК Панчево и Раднички Ниш. Освојио је шампионску титулу са швајцарским Серветом (1999), 2002. године је увео Раднички из Обреновца у Прву лигу Југославије. Као помоћни тренер у стручном штабу Зорана Филиповића има освојен Куп СР Југославије 2002. године са Црвеном звездом.
У марту 2007. преузима функцију шефа стручног штаба Црвене звезде, након оставке Душана Бајевића – за време утакмице са новосадском Војводином (0:3). и са „црвено-белима“ осваја „дуплу круну“ - прву титулу првака Србије (2006/07), и Куп Србије 2006/07. Након тога добија отказ због лоших игара у Европи и заједно са тадашњим председником Драганом Стојковићем одлази у Јапан, где постаје помоћни тренер у екипи Нагоје. Као асистент Драгана Пиксија Стојковића освојио је јапанску Џеј лигу (2010) и Суперкуп Јапана (2011).
У новембру 2013. Ђуровски је постављен за селектора фудбалске репрезентације Македоније. На тој позицији се задржао до априла 2015. када је отпуштен због слабих резултата. Током 2016. био је поново у Нагоји, али овога пута као главни тренер. У мају 2017. по други пут је постављен за тренера Црвене звезде, овога пута као привремено решење до краја сезоне 2016/17.

## Приватни живот
Бошко Ђуровски је истакао да је из српске породице из Старе Србије (данашња Северна Македонија). Његово презиме с очеве стране је било Стојановић, а с мајчине Петровић. Међутим, под комунистичком диктатуром Јосипа Броза у ФНРЈ одмах после Другога светског рата, они су морали да промене презиме. Оно је добијено по најстаријем живом члану породице Ђуру Стојановићу (Бошковом прадеди). Бошко Ђуровски је истакао:
„Тито и његови сарадници вршили су притисак на народ да се узима презиме по неком претку и да се додаје -ски на крај, уместо -ић... Тата је рођен у Београду, али је почетком Другог светског рата прешао у данашњу Македонију. Само је стриц остао у Београду. Мој деда Никола био је херој из Првог светског рата, рођен је 1892. Човек који је прешао голготу са српском војском. Нажалост, ја као дете нисам много запиткивао о томе, а у то време се о Првом светском рату више ћутало него причало. Жао ми је што не знам више појединости о томе.”
Године 2020. одлучио је да се укључи у политику тврдећи да жели да се бори за аграрна права, заштиту животне средине и развој спорта у Србији. Добио је тринаесто место на изборној листи Здраве Србије и Боље Србије на изборима за народне посланике Србије 2020. године, али листа није прешла цензус.